# Arabidopsis cebennensis
Arabidopsis cebennensis là một loài thực vật có hoa trong họ Cải. Loài này được (DC.) O'Kane & Al-Shehbaz mô tả khoa học đầu tiên năm 1997.